# 终极对弈
《终极对弈》（：／）是一部2025年上映的韓國人物傳記片，根據韓國圍棋傳奇人物曹薰铉九段和李昌鎬九段的真實故事改編，由電影《保安官》導演金亨柱執導，李炳憲、劉亞仁主演，2025年3月26日在韩国正式上映。
影片在韩国上映后连续21日稳居单日票房冠军宝座，并在上映的第20日突破180万观影人次的损益平衡点。

## 劇情概要
電影以20世紀80年代為背景，頂級圍棋選手薰鉉（李炳憲 飾）從某一天開始包攬了所有錦標賽的冠軍並保持著不敗的紀錄。在業餘比賽上，薰鉉遇到了沒有經過訓練卻很有天賦的少年昌鎬（劉亞仁 飾），並把他培養成了職業選手。昌鎬在薰鉉的殘酷訓練下迅速成長，但昌鎬違背了薰鉉的教誨致使兩人產生矛盾，昌鎬以自己的棋風最終威脅到了薰鉉的冠軍。比老師更優秀的弟子和必須阻止弟子的老師，以及他們之間不可避免決一勝負的故事。

## 演員陣容

### 主要人物
- 李炳憲 飾演 曹薰铉
- 劉亞仁 飾演 李昌鎬[5]
  - 金康勳 饰演 少年李昌镐[6]

### 其他人物
- 高昌錫 飾演 千胜弼，精通围棋的职业棋手兼围棋记者。[6]
- 玄奉植 饰演 李用各，职业棋手，连接曹薰铉与李昌镐师徒关系的人。[6]
- 文晶熙 飾演 鄭美花，曹薰鉉的妻子。[6][7]
- 南文哲 饰演 白教练
- 朱镇模 饰演 曹奎相
- 全茂松 饰演 李和椿
- 鄭石勇 饰演 李载龙[8]
- 金基天 饰演 金老头子
- 趙宇鎮 饰演 南基哲，职业棋手、曹薰铉的宿敌。（特别出演）[6]
- 孫鐘鶴 饰演 尹会长（特别出演）

## 製作
该片于2020年12月17日開拍，2021年3月31日殺青，所有拍攝於2021年7月結束。该片宣传阶段发布的预告片、海报和剧照中均删除主演之一刘亚仁的痕迹，但导演金亨柱表示为了影片叙事结构的完整，并未删减刘亚仁在片中的戏份。

### 损益平衡点
据韩国媒体报道，该片损益平衡点为180万观影人次。

## 發行
2022年10月，媒體報導由於各種原因该片無法按原計劃在院線上映，經過数個月的協商，決定通過Netflix上線公開；Netflix對此回應稱曾討論過此事，但尚未確定。同年12月16日，Netflix正式宣佈《终极对弈》將於2023年通過其平台獨家上線公開，计划于第二季度公开。受主演刘亚仁涉毒事件影响，Netflix于2023年3月27日声明称决定推迟上线该片。同年11月，媒体报道该片回归院线上映，不再由Netflix发行，但此前负责该片院线发行的Acemaker Movieworks和Netflix均否认该消息。
该片定于2025年3月26日在韩国上映，发行由《烈火救援》《漫画威龙之大话特务2》的发行商BY4M Studio负责；同年5月8日起通过Netflix在全世界范围内上线播出。

### 评价
韩国电影杂志《Cine21》共有6名专业影评人为该片打分，均分6.5/10。该片在韩国三大影院平台上获得高评分，CGV的“金蛋指数”高达97%、乐天影院评分9.4分、Megabox评分9.1分，在同时期上映的韩国电影中评分位居第一。

### 票房
影片在韩国上映首日获得9.14万观影人次的票房成绩，上映后连续21日稳居单日票房冠军宝座，并连续三周夺得周末票房冠军。该片在上映的第20日突破180万观影人次的损益平衡点，上映第27日累计观影人次突破200万，成为《漫画威龙之大话特务2》之后2025年第二部获得该成绩的韩国本土电影。
| 上一届： 《编号17》 | 2025年韓國週末票房冠軍 第13-15週 | 下一届： 《野党》 |

## 爭議
2023年2月10日，在片中飾演韓國圍棋國手李昌鎬的演員劉亞仁因涉嫌非法注射異丙酚接受警方調查，圍棋迷擔心此事件會有損李昌鎬的名譽而要求Netflix無限期推遲該片上映，直到通過警方調查證明劉亞仁清白為止。
2023年3月21日，媒体报导随着刘亚仁事件连日被报导，围棋迷的抵制迹象愈发严重，Netflix向该片投资商Acemaker Movieworks发出解除合同相关的公文，询问Acemaker是否了解刘亚仁事件属于合同解除事项及有何对应方案。据悉，双方认为警方调查仍在进行中，因此暂时先观察情况，直到调查结果出来后再做决定。随后，Acemaker Movieworks否认该消息称“毫无事实根据”；Netflix回应称“无法确认该消息的真实性”及“目前尚未做出任何决定”。

## 奖项荣誉
| 年份 | 颁奖礼             | 奖项           | 入围者         | 结果 | 参考          |
| ---- | ------------------ | -------------- | -------------- | ---- | ------------- |
| 2025 | 第61屆百想藝術大獎 | 最佳剧本       | 金亨柱、尹钟彬 | 提名 | [ 42 ]        |
| 2025 | 第61屆百想藝術大獎 | 最佳男主角     | 李炳憲         | 提名 | [ 42 ]        |
| 2025 | 第23届导演选择奖   | 年度导演       | 金亨柱         | 提名 | [ 43 ] [ 44 ] |
| 2025 | 第23届导演选择奖   | 年度剧本       | 金亨柱、尹钟彬 | 提名 | [ 43 ] [ 44 ] |
| 2025 | 第23届导演选择奖   | 年度男演员     | 劉亞仁         | 提名 | [ 43 ] [ 44 ] |
| 2025 | 第23届导演选择奖   | 年度男演员     | 李炳憲         | 獲獎 | [ 43 ] [ 44 ] |
| 2025 | 第34屆釜日電影獎   | 最佳导演       | 金亨柱         | 待定 |               |
| 2025 | 第34屆釜日電影獎   | 最佳男主角     | 李炳憲         | 待定 |               |
| 2025 | 第34屆釜日電影獎   | 最佳美术／技术 | 郑恩英（美术） | 待定 |               |

## 外部連結
- NAVER上《终极对弈》的資料
- Daum上《终极对弈》的资料
- 韩国电影数据库（KMDb）上《终极对弈》的資料
- 互联网电影数据库（IMDb）上《终极对弈》的资料（英文）
- 在Netflix上觀看《终极对弈》